# Lâdik
Lâdik eller Laodicea Pontoca (grekiska: Λαοδικεια, latin: Laodiceia) är en stad och ett distrikt i provinsen Samsun i Turkiet, som ligger omkring 55 kilometer sydväst om provinshuvudstaden Samsun. Det nutida Lâdik ligger på platsen för det antika Laodicea Pontoca eller Laodikeia.

## Historik
Laodicea Pontoca eller Laodicea (klassisk grekiska: Λαοδίκεια) var en hellenistisk stad i Pontus. Staden låg på ungefär 1 000 meters höjd på kullarna något väst om sjön Stiphane Limne, sydväst om Amisus (det nutida Samsun). Staden grundades på 200-talet före Kristus. Arkeologiska undersökningar har gjorts på fler än 30 fyndplatser omkring Lâdik, med lämningar från bronsåldern och järnåldern till romartiden. Det verkar som om platsen Köuyici Tepesi nära fästningen Ikizari kan vara den plats, som omnämns av den grekiske historikern och geografen Strabon norr om Stiphanesjön (eller Lâdiksjön).
Under järnåldern var byn Salur, belägen elva kilometer norr om Lâdik, en av de viktigaste platserna i regionen.
Regionen var befolkad av hettiterna och därefter av perserna mellan 550 och 332 före Kristus i det som var kungariket Pontus. Dåtidens Lâdik var en av de fem städer som uppfördes av Seleukos I och som fick sitt namn efter hans mor Laodike.
Araberna trängde in i Anatolien 863. Efter det att bysantinerna förlorade slaget vid Manzikert 1071 kom regionen att behärskas av seldjukerna. I slaget vid Köse Dağ 1243 besegrade mongoliska arméer sultanatet Roum, vilket blev vasallstat till Il-Khan. Sultanatet upplöstes slutligen 1307. De mongoliska härskarna förlorade sin maktställning efter interna maktstrider. Efter ett antal olika förändringar av makten erövrade Timur Lenk området genom slaget vid Ankara 1402. Efter Timur Lenks död 1405 kom Lâdik så småningom permanent under det ottomanska riket, och i modern tid republiken Turkiet.

## Mattor
Lâdik var tidigare en känd ort för bönemattvävning. Denna utvecklade sig från seldjukperioden och särskilt under den ottomanska regimen under 1500-talet. Mönstret i bönemattorna karakteriserades av en mihrab med två kolonner mot en fond med blomstermönster. Från 1700-talet anammade mattvävarna en dekor med tulpaner, som då var vanlig i det ottomanska riket under sultanen Ahmed III (1703–1730). Mattvävningen i Lâdik upphörde under 1800-talet.